# Moisés Kaufman
Moisés Kaufman, född 21 november 1963 i Caracas, är en venezuelansk dramatiker och regissör. Bland hans mest uppmärksammade alster märks pjäsen 33 variationer som under hösten 2010 spelades på Uppsala stadsteater. 2002 regisserade han den amerikanska TV-filmen The Laramie Project, baserad på hans pjäs med samma titel.
Kaufman bor sedan 1987 i New York i USA.